# Jerónimo Rafael Mendoza
Jerónimo Rafael Mendoza, nacido en Renca, Provincia de San Luis, fue un político y funcionario argentino de raíces conservadoras. Era hermano de los exgobernadores Toribio Mendoza y Eriberto Mendoza.
Jerónimo Mendoza ascendió al poder puntano el 6 de enero de 1903. Su gobierno fue totalmente partidista y respondía a la política del General Julio Argentino Roca; esto provocó un rechazo en la población puntana y la oposición fue creciendo cada vez más. 
Los opositores formaron una coalición de radicales y conservadores, que combatió enérgicamente a su gobierno, que, el 13 de junio de 1904, se levantó en armas y derrocó a Jerónimo Mendoza, que luego fue detenido y encarcelado, junto con su hermano Eriberto, que era Senador Nacional por San Luis. 
En la revolución hubo muertos y heridos y ese mismo día la Legislatura le aceptó la renuncia al gobernador Jerónimo Mendoza y se decretó la Intervención Federal. En el breve periodo de gobierno, Jerónimo Mendoza:
- Inauguró un templo en Alto Pencoso.
- Instaló el alumbrado a gas en San Luis.
- Eximió de impuestos a la industria metalúrgica.
- Acordó premios a los expositores de la 4° Exposición Rural.
- Se instalaron agua corriente y surtidores públicos en la ciudad de San Luis.
- Se construyeron edificios para oficinas públicas en la campaña.
- Se modificó el Código de Procedimientos Criminales.
- Se realizaron estudios para el cultivo de la caña de azúcar, algodón y tabaco.
- Se creó la Oficina de Minas.

La intervención del doctor Francisco Beazley, en el corto lapso que transcurre entre el 25 de junio y el 25 de agosto, tomó las providencias necesarias para convocar a elecciones generales, entregando el poder al Gobernador electo Dr. Benigno Rodríguez Jurado el 25 de agosto de 1904.
La escuela Nº 202 de Cerros Largos, en el Departamento Coronel Pringles, lleva su nombre.